# Deodaat Delmonte

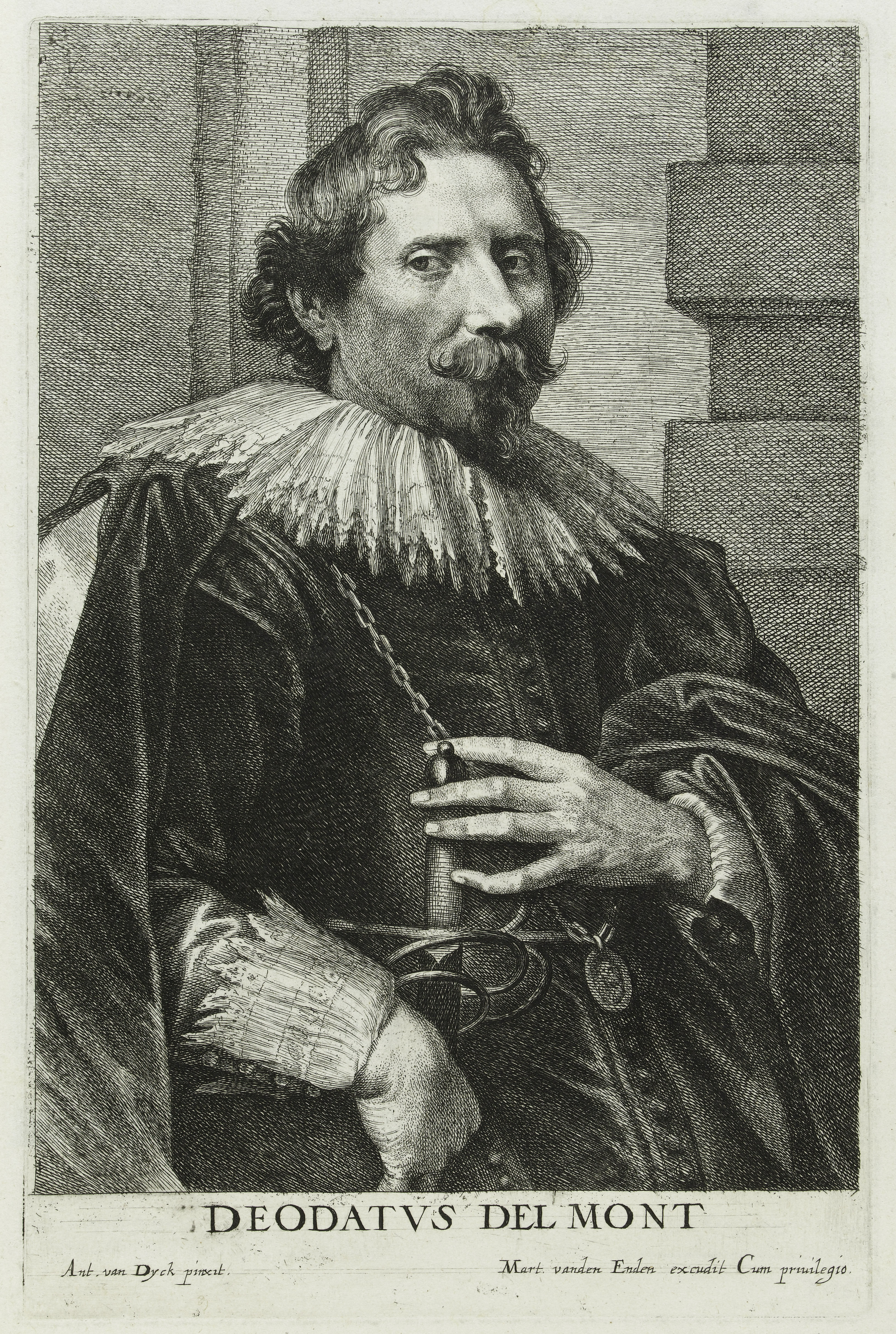
Deodaat Delmonte, Stich von Lucas Vorsterman

Deodaat Delmonte (getauft am 24. September 1582 in Sint-Truiden; † 24. November 1644 in Antwerpen) war ein flämischer Architekt, Ingenieur, Astronom und Maler. Er unterzeichnete sein Testament mit dem Namen „Deodatus van der Mont“, wurde aber in der Literatur zumeist Delmont oder Delmonte genannt.

## Leben
Delmonte war ein Sohn des Silberschmieds und Letterngießers Willem van der Mont (Guilliam van Dendermonde; † 30. Oktober 1641) und dessen Frau Margarethe (geborene Pruynen, † 1590) und wurde auf den Namen „Altheodatus“ getauft. Er kam als Kind mit seinen Eltern von Sint-Truiden (im Hochstift Lüttich) aus nach Antwerpen, weil sein Vater der Falschmünzerei beschuldigt worden war. Dieser wurde im Jahre 1593 Meister in der Lukasgilde in Antwerpen und lieferte für viele Antwerpener Kirchen Altargerätschaften.
Delmonte wurde Ende des 16. Jahrhunderts ein Schüler von Peter Paul Rubens, in dessen Haus er aufgenommen wurde. Er begleitete Rubens nach Italien. Das Paar reiste über den Rhein, über Straßburg, Basel und Schaffhausen, über die Alpen und gelangte wahrscheinlich über den Gotthardpass nach Italien. Del Monte blieb bei Rubens, während dieser als Hofmaler in Mantua tätig war und in Rom residierte. Während dieser Zeit lernten sie den Wissenschaftler Galileo Galilei kennen. Beide kehrten anschließend nach Antwerpen zurück. 1608 ließ Delmonte sich als Meister im Antwerpener Zunftbuch einschreiben und wurde Mitglied der Lukasgilde. In den Jahren von 1610 bis 1626 meldete er selbst mehrere Lehrlinge dort an. Rubens stellte ihm 1628 ein rühmendes Führungszeugnis aus.
In den Jahren 1612 bis 1620 war Delmonte vermutlich als Architekt am Hof des Herzogs Philipp Ludwig von Pfalz-Neuburg tätig, von dem er zum Ritter geschlagen wurde. König Philipp IV. ernannte ihn zu seinem Hofingenieur und stattete ihn mit einer Pension aus.

## Familie
Delmonte heiratete am 26. Oktober 1614 Gertrudis (geborene van den Bergen oder van den Berghe) und erwarb 1620 das Haus „den Roosen Hoed“ in der Prinsstraat, Nr. 2. Das Paar hatte drei Söhne on denen nur der Älteste noch lebte, als del Monte starb.
- Rumoldus Del Monte (getauft am 4. März 1616)[2]
- Franciscus Del Monte (getauft am 15. Mai 1618)[2]
- Arnoldus Benedictus Del Monte (getauft am 31. März 1624)[2] Peter Paul Rubens' erster Frau Isabella Brant (1591–1626) war seine Patin.[3]

Er starb am 24. November 1644 in seinem Haus „den Roosen Hoed“ und wurde am 27. November 1644 in die Kirche Sankt Jakob in Antwerpen begraben. In seinen späteren Jahren scheint sich die finanzielle Lage von del Monte verschlechtert zu haben, da sein Haus nach seinem Tod verkauft werden musste, um seine Schulden zu begleichen.

## Werke (Auswahl)
Die meisten Arbeiten Delmontes waren Altarbilder für Kirchen in Belgien und Italien.
- Kreuztragung und Anbetung der hl. drei Könige (Jesuitenkollegium)
- Beweinung Christi mit dem Heiligen Franz von Assisi, Unsere Liebe Frau Himmelfahrt Kirche in Munsterbilzen, 1623[3]
- Reiterporträt des Grafen Wolfgang Wilhelm von Pfalz-Neuburg (Alte Pinakothek, München)

## Gallerie

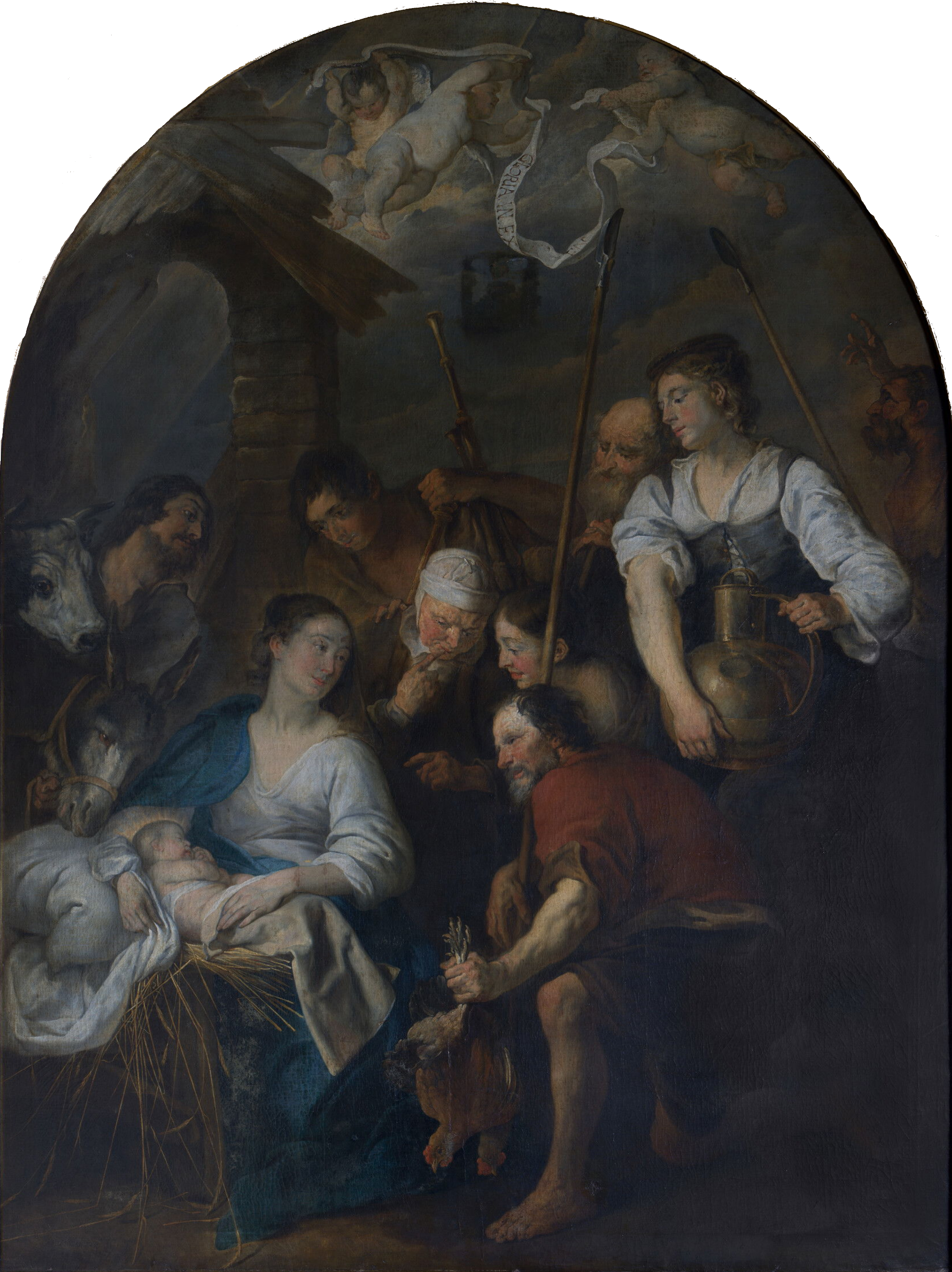
Anbetung der Hirten, Zusammenarbeit mit Jan Cossiers, 1643
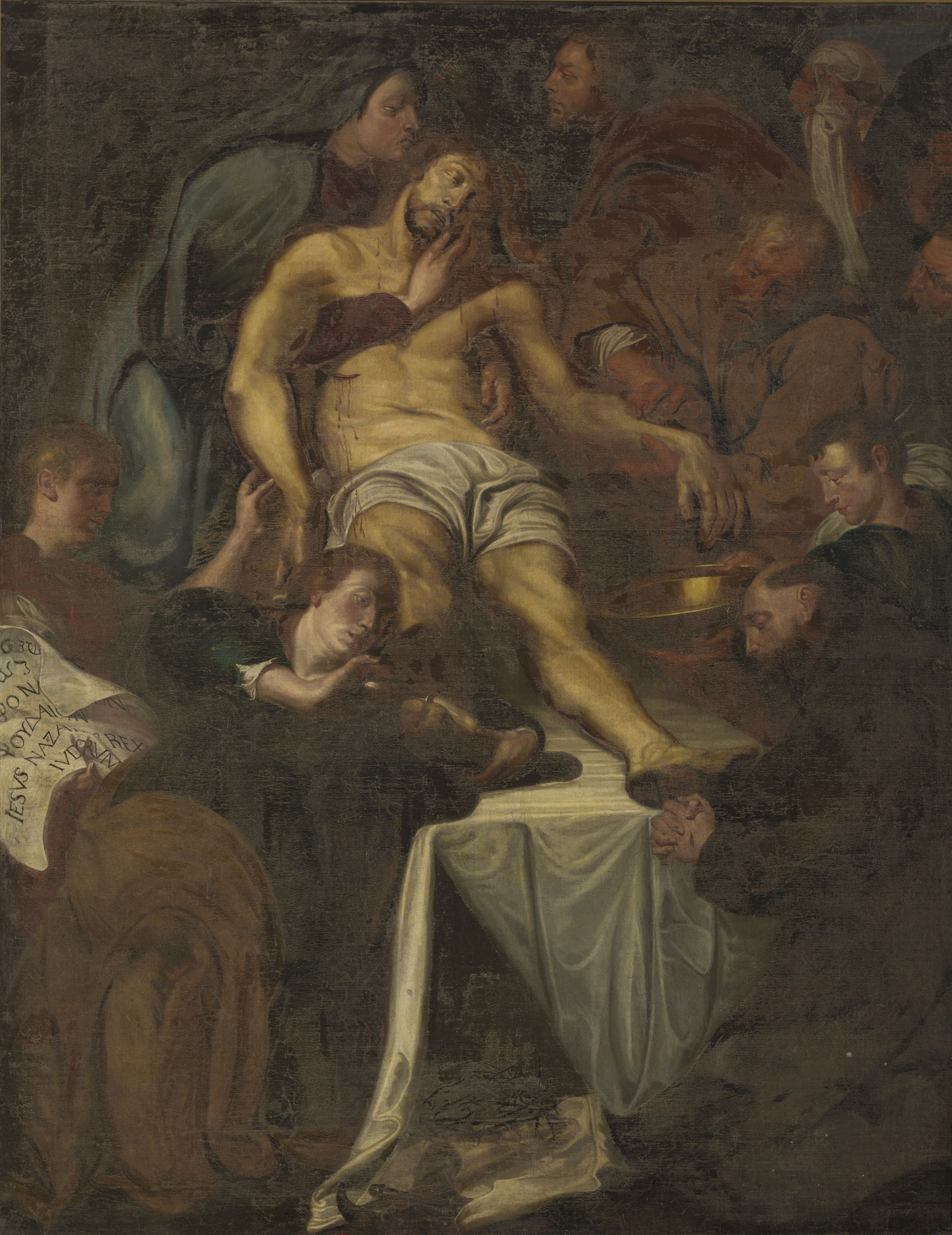
Beweinung Christi mit dem Heiligen Franz von Assisi
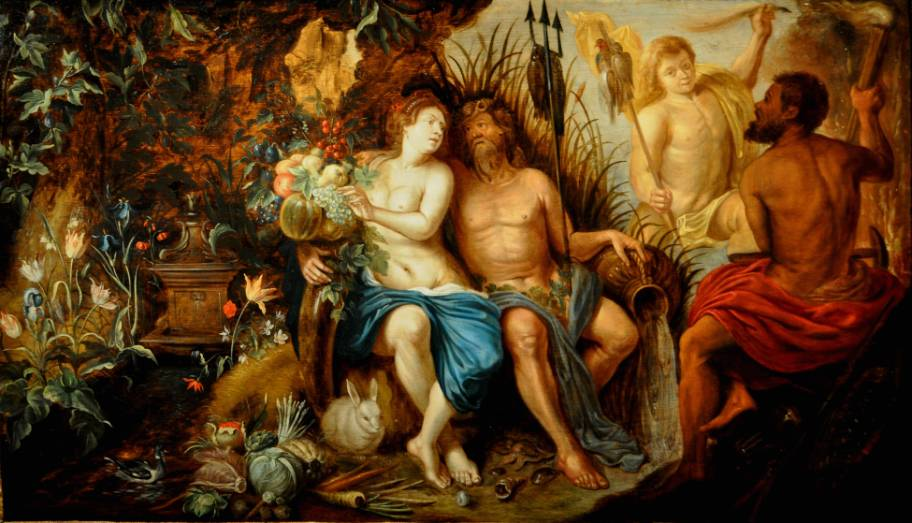
Die vier Elemente
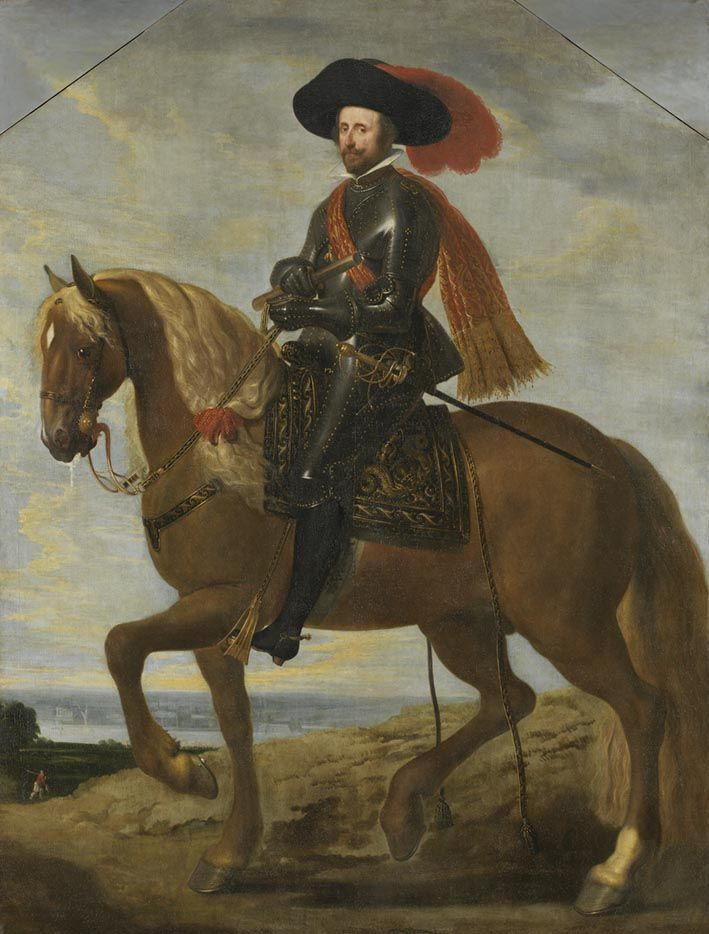
Wolfgang Wilhelm von Pfalz-Neuburg